# Beresteciko
Beresteciko (în ucraineană Берестечко) este un oraș raional din raionul Horohiv, regiunea Volînia, Ucraina. În afara localității principale, nu cuprinde și alte sate.

## Demografie
Componența lingvistică a orașului Beresteciko
     Ucraineană (98,07%)
     Rusă (1,56%)
     Alte limbi (0,21%)
Conform recensământului din 2001, majoritatea populației orașului Beresteciko era vorbitoare de ucraineană (98,07%), existând în minoritate și vorbitori de rusă (1,56%).